# رشيد الوالي
رشيد الوالي (مواليد 3 أبريل 1965) هو ممثل ومنتج ومخرج أفلام ومقدم تلفزيوني مغربي. شارك في عدة أفلام ومسلسلات مغربية وأجنبية، ويعتبر واحدًا من أنجح الممثلين المغاربة وأكثرهم شهرة، حيث غالبًا ما يلعب أدوار البطولة في الأعمال التي يشارك بها، حصل على العديد من الجوائز الوطنية والدولية.

## النشأة
وُلد رشيد الوالي في 3 أبريل 1965 في حي العكاري بالعاصمة المغربية الرباط، وسط عائلة بسيطة تضم العديد من الأبناء من بينهم شقيقه الأصغر الممثل هشام الوالي، درس جميع مراحله التعليمية في مدارس الرباط حتى حصل على شهادة الباكالوريا شعبة الآداب العصرية سنة 1984، واتباعًا لشغفه بأن يصبح ممثل التحق بالمدرسة الوطنية للفن الدرامي والمسرحي والتي تخرج منها سنة 1986، لينطلق بعد ذلك في مشواره كممثل.

## مسيرته الفنية

### التمثيل
بعد تخرجه بدأ الظهور من خلال العروض المسرحية لينقله نجاحه على الخشبة إلى السينما في بداية التسعينيات من خلال تقديم مجموعة من الأدوار الثانوية على غرار دوره في فيلم سارق الأحلام، لكن موهبته الكبيرة لفتت أنظار المخرجين إليه فبدأ يلعب أدوار البطولة في كل الأعمال التي شارك فيها بعد ذلك خصوصًا منذ منتصف التسعينيات في أفلام مثل عبروا في صمت ومكتوب، لكن شهرته ستكبر مع بداية الألفية الجديدة من خلال مشاركته في بطولة أفلام مثل محاكمة امرأة وعلال القلدة، ما جعله من أكثر الممثلين شعبية عند الجمهور المغربي، بل وخلق لنفسه مدرسة خاصة في التمثيل تبنها العديد من الممثلين الشباب لاحقًا.

### الإخراج
وبعد تجربته الطويلة في التمثيل، انتقل رشيد الوالي إلى مجال الإخراج، بدأها عبر مجموعة من الأفلام القصيرة مثل «نيني يا مومو» سنة 2004، و«المرحوم» و«الذبابة وأنا» و«الفجر»، التي أخرجها ما بين 2007 و 2008، فضلا عن مشاركته في إخراج فيلم نهار تزاد طفا الضو إلى جانب المخرج محمد كغاط، ثم تجربته مع أول فيلم سينمائي طويل بعنوان يما سنة 2013.
أما في المجال التلفزيوني فقد أخرج بعض حلقات سلسلة البعد الآخر، وسلسلة ناس الحومة التي تعتبر من الأعمال التي أنجزها سنة 2013 وتعاون في كتابتها مع مجموعة من المؤلفين، وشارك في بطولتها نخبة من الممثلين منهم حسن فولان وعائشة ماه ماه وسعيدة باعدي وهشام الوالي ومحمد عاطر.

### تقديم البرامج
لم يقتصر مجال عمل الوالي على التمثيل والإخراج، بل تعداهما إلى التقديم التلفزيوني وذلك بفضل تكوينه في التنشيط الثقافي بالمعهد، حيث قدم بدايةً مجموعة من مواسم لالة لعروسة، ثم قدم البرنامج التلفزيوني من سيربح المليون؟ (النسخة المغاربية) على قناة نسمة سنة 2009.

## أعماله

### أفلام تلفزيونية
- 1999: هواجس بعد منتصف الليل
- 2001: رأس العين
- 2001: الملف الأزرق
- 2001: قصر السوق
- 2001: شادية
- 2001: البكمة
- 2002: الرقم السري
- 2003: الذبابة البيضاء
- 2003: علال القلدة
- 2004: خريف الأحلام
- 2004: أصدقاء من كندا
- 2004: ليالي بيضاء
- 2005: علاش لا
- 2005: محاين د الحسين
- 2006: ماجدة
- 2006: آسفة أبي
- 2007: الباحث
- 2010: أولاد البلاد
- 2011: ظلال الموت
- 2015: أحلام مؤجلة
- 2015: حفيد الحاج
- 2015: جنب البحر
- 2017: العاطي الله
- 2019: الشبيه
- 2019: الدار المشروكة

### أفلام سينمائية
- 1991: حب في الدار البيضاء
- 1994: سارق الأحلام
- 1996: سفر في الماضي (فيلم قصير، 26 دقيقة)
- 1997: مكتوب
- 1997: عبروا في صمت
- 1998: مصير امرأة
- 1999: كيد النساء
- 1999: فيها الملح و السكر أو مبغاتش تموت 1
- 2001: وبعد
- 2002: محاكمة امرأة
- 2004: الأجنحة المتكسرة
- 2005: هنا ولهيه
- 2005: فيها الملح و سكر ومزال مبغاتش تموت 2
- 2006: أبواب الجنة
- 2007: الحلم المغربي
- 2008: وداعا أمهات
- 2011: نهار تزاد طفا الضو
- 2013: يما
- 2015: دموع إبليس
- 2016: المسيرة الخضراء
- 2017: نوح لا يعرف العوم
- 2018: صمت الفراشات

### مسلسلات
- مداولة
- 1992: حوت البر
- 1992: ظلال الماضي
- 1995: الوصية
- 1998: سرب الحمام
- 1999: المصابون
- 2002: خلخال الباتول
- 2003: ربيع قرطبة
- 2006 - 2009: البعد الآخر
- 2006: المستضعفون
- 2011: الحسين و الصافية
- 2013: ناس الحومة
- 2019: الماضي لا يموت
- 2020: هي
- 2021: باب البحر
- 2022: جروح
- 2023: مال الدنيا

### برامج
- 2009 : من سيربح المليون المغاربية (مقدم البرنامج)[6]
- (2007 - 2008): لالة لعروسة (مقدم البرنامج)
- 2015 : رشيد شو
- جزيرة الكنز

## حياته الشخصية
رشيد الوالي متزوج من السيدة ابتسام شكارة، وله منها ولدين هما آدم وسليم.
أما بخصوص حالته الصحية فقد صرح بأنه مصاب بداء السكري منذ مدة طويلة، حيث كان قد تقاسم تجربته مع هذا المرض في مواقع التواصل الاجتماعي مع جمهوره.

## الأعمال الخيرية
ينشط رشيد الوالي كثيرًا في الأعمال الخيرية حيث يقود مجموعة من المبادرات التي تهدف لمساعدة الأطفال والأشخاص بدون مأوى، كما انخرط في العديد من حملات جمع التبرعات، حيث يتلقى الكثير من الإشادة بسبب دعواته الدائمة والمتكررة لمساعدة الأخرين.
من مبادراته البارزة مبادرة «دير يديك» التي يقدمها بشراكة مع شركة الاتصالات المغربية إنوي، والتي تهدف بالأساس إلى دفع الشباب المغاربة نحو تنمية روح التعاون والعمل التطوعي.

## وصلات خارجية
- الموقع الرسمي
- رشيد الوالي على موقع IMDb (الإنجليزية)
- رشيد الوالي على موقع قاعدة بيانات الأفلام العربية
- رشيد الوالي على موقع ألو سيني (الفرنسية)
- رشيد الوالي على موقع ألو سيني (الفرنسية)
- رشيد الوالي على موقع أول موفي (الإنجليزية)
- رشيد الوالي على موقع أول موفي (الإنجليزية)
- رشيد الوالي على موقع قاعدة بيانات الفيلم (الإنجليزية)
- رشيد الوالي على موقع كينوبويسك (الروسية)